# Peloton (álbum)
Peloton es el segundo álbum de estudio de la banda de indie rock escocesa The Delgados. Fue publicado el 8 de junio de 1998 a través de su sello independiente Chemikal Underground. Similar al álbum previo, el título es una referencia al grupo principal en Ciclismo en ruta.
El sencillo «Everything Goes Around the Water» fue escogido por las publicaciones de Melody Maker y NME como “sencillo de la semana”. Por su parte, el segundo sencillo «Pull The Wires From The Wall» obtuvo el primer lugar de las 50 mejores canciones de año, por parte del DJ John Peel.

## Lista de canciones
Todas las canciones escritas y compuestas por The Delgados. 
| N.º   | Título                                     | Duración |  |
| 1.    | «Everything Goes Around the Water»         | 4:15     |  |
| 2.    | «The Arcane Model»                         | 3:43     |  |
| 3.    | «The Actress»                              | 4:48     |  |
| 4.    | «Clarinet»                                 | 5:36     |  |
| 5.    | «Pull the Wires From the Wall»             | 3:47     |  |
| 6.    | «Repeat Failure»                           | 3:58     |  |
| 7.    | «And So the Talking Stopped»               | 4:33     |  |
| 8.    | «Don't Stop»                               | 4:44     |  |
| 9.    | «Blackpool»                                | 5:01     |  |
| 10.   | «Russian Orthodox»                         | 3:49     |  |
| 11.   | «The Weaker Argument Defeats the Stronger» | 3:55     |  |
| 48:09 |                                            |          |  |

## Personal
Adaptados desde las notas internas en el álbum.
The Delgados – Composición, producción.
- Alun Woodward – Artista principal.
- Emma Pollock – Artista principal.
- Stewart Henderson – Artista principal.
- Paul Savage – Artista principal, ingeniería, mezcla (9).

Programación
- Tony Doogan – Ingeniería (1-3, 5-8, 10, 11), mezcla (1-3, 6-8, 10, 11).
- Gregor Reid – Ingeniería (3, 4, 6-8, 11), mezcla (4, 5), percusión, programación adicional.
- James Jarvie – Otro (Black Magic).
- Geoff Allan – Grabación adicional.
- Camille Mason – Clarinete, flauta, piano.
- Alan Barr, Emily MacPherson, Jennifer Christie – Violines.
- Adam Piggot – Diseño de arte.
- Ian McMurray – Fotografía en blanco y negro.

## Posicionamiento en listas
| Listas (1998)                    | Mejor posición |
| -------------------------------- | -------------- |
| Escocia (Scottish Albums)        | 52             |
| Reino Unido (UK Albums)          | 56             |
| Reino Unido (Independent Albums) | 6              |